# Ludovic Franck
Ludovic Franck (ur. 28 grudnia 1907 w Antwerpii, zm. 15 września 1988 w Bernie) – belgijski żeglarz, dwukrotny olimpijczyk.
W regatach rozegranych podczas Letnich Igrzysk Olimpijskich 1928 wystąpił w klasie 6 metrów zajmując 5. pozycję. Załogę jachtu Ubu tworzyli również Willy Van Rompaey, Frits Mulder, Arthur Sneyers i Armand Fridt.
Dwadzieścia lat później także w klasie 6 metrów zajął zaś 6 lokatę. Załogę jachtu Lalage uzupełniali wówczas Émile Hayoit, Willy Huybrechts, Hendrik Van Riel i Willy Van Rompaey.
Brat François Francka, hokeisty na lodzie, olimpijczyka.